# Стефан Димитриев (актьор)
Вижте пояснителната страница за други личности с името Стефан Димитриев.
Стефан Николаев Димитриев (роден на 2 ноември 1949 г.) е български актьор. Занимава се предимно с озвучаване на филми и сериали. Най-известен е с работата си по „Ало, ало!“, „Женени с деца“, „Убийства в Мидсъмър“, „От местопрестъплението: Маями“, „Самотно дърво на хълма“ и „Престъпления от класа“.

## Ранен живот
През 1974 г. завършва ВИТИЗ „Кръстьо Сарафов“ със специалност „актьорско майсторство за драматичен театър“ в класа на професор Моис Бениеш.

## Актьорска кариера
През своята кариера Димитриев играе в Драматично-музикален театър „Константин Кисимов“ във Велико Търново, Драматичен театър „Адриана Будевска“ в Бургас и за кратко в театър „Българска армия“.
От 1980 г. той е актьор на свободна практика.

## Кариера на озвучаващ актьор
Димитриев активно дублира филми, сериали и реклами от началото на 80-те години на двадесети век до 2019 г.
На 21 декември 2009 г. му е връчена наградата Дубларт за цялостен принос.
През 2019 г. взима решението да се оттегли от дублажа. Един от последните озвучени от него сериали е последният сезон на „По средата“. 
| Актьор            | Заглавия | Роли                                                                                         |
| ----------------- | --- | -------------------------------------------------------------------------------------------- |
| Адам Родригес     | От местопрестъплението: Маями Семейство Гудуин | Ерик Делко Айвън                                                                             |
| Алдис Ходж        | От местопрестъплението: Маями Честни измамници (от трети до пети сезон) | Исая Стайлс Алек Хардисън                                                                    |
| Алън Рък          | Шеметен град От местопрестъплението: Маями По средата | Стюарт Бондек Д-р Алън Бекъм Джак Кършоу                                                     |
| Антъни Хопкинс    | Легенди за страстта (дублаж на bTV) Да устоиш на Пикасо Маската на Зоро (дублаж на bTV) Пропукване Ритуалът | Полковник Уилям Лъдлоу Пабло Пикасо Дон Диего де ла Вега/Зоро Уилям „Уили“ Бийчъм Отец Лукас |
| Брайън Кокс       | Измамникът С ножица в ръка | Гари Баркър Д-р Финч                                                                         |
| Бурак Хакъ        | Изгубени години Мелодията на сърцето | Али Хюсеин Кенан Гюн                                                                         |
| Бъд Лъки          | Феноменалните Пакостите на Джак-Джак | Рик Дикър                                                                                    |
| Вал Килмър        | Топ Гън (дублаж на Арс Диджитал Студио) Дежа вю (дублаж на Арс Диджитал Студио) | Лейтенант Том „Айсмен“ Казански Агент Призвара                                               |
| Дан Кастеланета   | Шеметни години В сегмента от Семейство Симпсън в Досиетата Х (дублаж на bTV) | Агент Армстронг Хоумър Симпсън                                                               |
| Дейвид Брадли     | Никълъс Никълби Убийства в Мидсъмър | Найджъл Брей Том                                                                             |
| Джеймс Гарнър     | Скъпи сънародници Тетрадката (дублаж на bTV) | Президент Мат Дъглас Старият Ноа Калън                                                       |
| Джон Войт         | Съкровището Съкровището: Книгата на тайните | Патрик Хенри Гейтс                                                                           |
| Джон Рис-Дейвис   | Похитителите на изчезналия кивот (дублаж на Медиа Линк) Индиана Джоунс и последният кръстоносен поход (дублаж на Медиа Линк) Коледната песен на Семейство Флинтстоун (дублаж на Мулти Видео Център)                       | Салах Чарлс Брикенс                                                                          |
| Джон Стивънсън    | Семейство Флинтстоун (дублаж на БНТ) Семейство Флинтстоун (дублаж на VMS) Семейство Флинтстоун: Яба Даба Ду! (дублаж на студио Мулти Видео Център) Коледната песен на Семейство Флинтстоун (дублаж на Мулти Видео Център) | Г-н Слейт и други Трети приятел на Фред Г-н Слейт                                            |
| Джон Фин          | Троянска война (дублаж на bTV) Досиетата Х (в пети сезон, дублаж на bTV) | Бен Кимбъл Майкъл Кричгау                                                                    |
| Джон Хърт         | Хари Потър и Философският камък (дублаж на bTV) Приключенията на Мерлин | Оливандър Великият дракон                                                                    |
| Джоузеф Болоня    | Женени с деца (дублаж на Медиа Линк) Баща мечта (дублаж на Арс Диджитал Студио) | Чарли Вердучи Лени Коуфакс                                                                   |
| Дийн Норис        | Женени с деца Досиетата Х (дублаж на bTV) | Родънт Маршъл Тапиа                                                                          |
| Дон Месик         | Семейство Флинтстоун (дублаж на БНТ) Амиго и неговите приятели Том и Джери хлапаци (дублаж на TV7) | Съдия, Пери Мейсънери и други Амиго Друпи                                                    |
| Доналд Съдърланд  | Звездни каубои Златна възможност Устоите на Земята | Капитан Джери О'Нийл Найджъл Хъникът Ърл Бартоломю                                           |
| Ед О'Нийл         | Женени с деца Дъч | Ал Бънди Дъч Дули                                                                            |
| Едуард Хардуик    | Знакът на четиримата Баскервилското куче Великият изнудвач Последният вампир Желаният ерген | Доктор Уотсън                                                                                |
| Еля Баскин        | Горският войн (дублаж на Топ Видео Рекърдс) Ризоли и Айлс: Криминални досиета | Бъстър Д-р Владимир Папов                                                                    |
| Иън Маккелън      | Х-Мен: Последният сблъсък Звезден прах | Ерик Леншер/Магнито Разказвач                                                                |
| Калъм Кийт Рени   | Досиетата Х (дублаж на bTV) Досиетата Х: Искам да повярвам От местопрестъплението: Маями (в девети сезон) | Томи/Гробищен пазач Янке Дацишин Джак Толър                                                  |
| Кен Морли         | Ало, ало! (в 13 епизод от пети сезон) Червеното джудже | Генерал Леополд фон Флокенщуфен Капитан Вурхис                                               |
| Клинт Истууд      | Съвършен свят Мостовете на Медисън (дублаж на bTV) Кръв | Ред Гарнет Робърт Кинкейд Тери Маккейлъб                                                     |
| Кристофър Лий     | Нощен влак за Лисабон Тъмни сенки | Отец Бартоломю Кларни                                                                        |
| Кристофър Плъмър  | Американска приказка (дублаж на Александра Аудио) Смахнатият Джак Никълъс Никълби | Хенри Иван Гец Ралф Никълби                                                                  |
| Люк Уилсън        | Досиетата Х Шеметни години | Шериф Хартуел Кейси Келсо                                                                    |
| Майкъл Гамбън     | Хари Потър и Затворникът от Азкабан (дублаж на bTV) Хари Потър и Орденът на феникса Хари Потър и Нечистокръвния принц | Албус Дъмбълдор                                                                              |
| Майкъл Гоф        | Батман се завръща (дублаж на bTV) Батман завинаги (дублажи на студио Доли и bTV) Батман и Робин (дублаж на bTV) | Алфред Пениуърт                                                                              |
| Майкъл Демпси     | Досиетата Х От местопрестъплението: Маями | Шериф Алън Хилингтън                                                                         |
| Мич Пиледжи       | Досиетата Х Досиетата Х: Искам да повярвам | Уолтър Скинър                                                                                |
| Морган Фрийман    | Забвение Импулс | Малкълм Бийч Сенатора                                                                        |
| Пат Хингъл        | Земята преди време (дублаж на Александра Аудио) Батман завинаги (дублаж на студио Доли) | Диктор и Рутър Комисар Джеймс Гордън                                                         |
| Патрик Стюарт     | Джими Неутрон: Филмът Чикън Литъл | Крал Губот V Г-н Вълненчул                                                                   |
| Питър О'Тул       | Троя Звезден прах | Приам Кралят на Стормхолд                                                                    |
| Реймънд Джей Бари | Осъденият на смърт идва Флабър (дублаж на Александра Аудио) | Ърл Делакрой Честър Хоуникър                                                                 |
| Рене Обержоноа    | Батман завинаги (дублаж на студио Доли) Американска приказка: Съкровището на Манхатън | Д-р Бъртън Дитъринг                                                                          |
| Ричард Атънбъро   | Джурасик парк Изгубеният свят: Джурасик парк | Джон Хамънд                                                                                  |
| Ричард Харис      | Хари Потър и Философският камък (дублаж на bTV) Хари Потър и Стаята на тайните (дублаж на bTV) | Албус Дъмбълдор                                                                              |
| Роб Полсън        | Чип и Дейл: Спасителен отряд Джими Неутрон: Филмът | Флаш Бащата на Карл                                                                          |
| Робърт Дювал      | Господари на нощта (дублаж на Медиа Линк) Четири коледи | Ото Халиуел Хауърд                                                                           |
| Рой Шайдър        | Кървящият Ромео Морско приключение | Дон Фалконе Капитан Нейтън Бриджър                                                           |
| Том Скерит        | Топ Гън (дублаж на Арс Диджитал Студио) Контакт Честни измамници | Командир Майк „Вайпър“ Меткалф Дейвид Дръмлин Джими Форд                                     |
| Томи Лий Джоунс   | Беглецът (дублаж на bTV) Клиентът (дублаж на bTV) Батман завинаги (дублаж на bTV) | Шериф Самюъл Джерард „Преподобния“ Рой Фолтриг Харви Дент/Двуликия                           |
| Уил Патън         | Кървящият Ромео Да изчезнеш за 60 секунди | Марти Атли Джаксън                                                                           |
| Уилям Мейси       | Клиентът (дублаж на bTV) Джурасик парк III | Д-р Грийнуей Пол Кърби                                                                       |
| Франк Уелкър      | Семейство Флинтстоун: Яба Даба Ду! (дублаж на студио Мулти Видео Център) Коледата на Семейство Флинтстоун (дублаж на Мулти Видео Център) Коледната песен на Семейство Флинтстоун (дублаж на Мулти Видео Център)           | Барни Ръбъл                                                                                  |
| Харви Корман      | Семейство Флинтстоун (дублаж на БНТ) Семейство Флинтстоун (филм) (първи дублаж на БНТ) Измамен свят | Великият Газу Сид                                                                            |

## Личен живот
Димитриев е женен.